# C'est bon, mais c'est chaud
C'est bon, mais c'est chaud est un roman policier d'Antoine de Caunes, paru en 1990.

## Résumé
Prétendant connaître un détective privé new-yorkais, de Caunes le laisse conter une de ses enquêtes. Sam Murchinson est engagé par un riche homme d'affaires, dont la fille a fugué avec le chanteur d'un groupe de hard rock. Sam se retrouve à Paris, le groupe étant en tournée en France. Mais la jeune fugueuse semble être bien surveillée pour une fugueuse de l'amour.

## Particularités du roman
Le roman est fondé sur Murchinson, une caricature du détective privé américain des années 1950 qui abuse des cigarettes, de l'alcool, des petites pépés, des flingues...
De Caunes publie une suite en 1998, intitulée C'est beau mais c'est triste.